# Связь в Беларуси
Связь в Беларуси — одна из отраслей белорусской экономики.
Выработкой и реализацией государственной политики и нормативно-правовым регулированием в сферах информационных технологий, электросвязи, массовых коммуникаций и СМИ занимается Министерство связи и информатизации Беларуси (подробнее — см. статью о министерстве).

## Телефонная связь

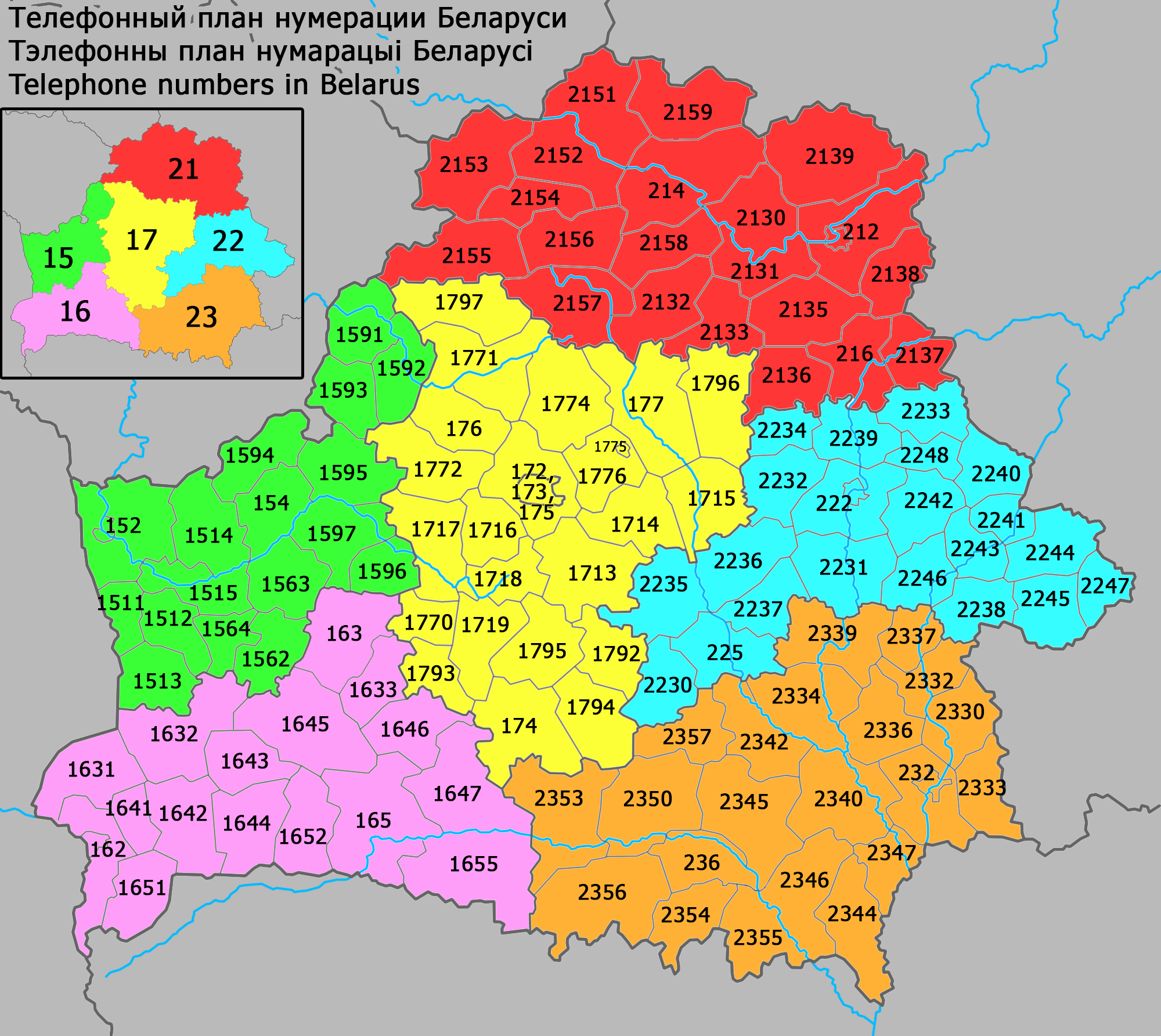
Телефонный план нумерации

Телефонная связь в Республике Беларусь включает в себя все сети и аппаратуру электросвязи, позволяющие осуществлять с помощью специальных телекоммуникационных устройств передачу и приём звуковой информации (чаще всего — человеческого голоса) и работающие по принципу «от точки — к точке» позволяя двум абонентам, разделенным большими расстояниями, разговаривать друг с другом.
Телефонная связь в Республике Беларусь включает в себя:
- Сети фиксированной телефонной связи;
- Сети мобильной сотовой электросвязи;
- Мультисервисные телекоммуникационные сети NGN (Next Generation Network) в Беларуси .

В соответствии со статистикой, представленной для Международного телекоммуникационного союза, в Республике Беларусь насчитывается до 3,969019 млн подключений к фиксированным линиям телефонной связи.
По состоянию на 11.02.2011 в Республике Беларусь общее число абонентов сотовой подвижной электросвязи достигло цифры 10,3 (ранее 9,9) млн. Сотовой подвижной электросвязью охвачено 97,8 процента территории республики, на которой проживает 99,7 процента населения.
Общее число абонентов сетей NGN в Республике Беларусь пока не называлось, сети находятся в стадии строительства. Функционирует и расширяется сеть NGN в Витебске, есть фрагменты сети в Орше и Новополоцке, построена сеть NGN в Минске.

## Интернет
До 1 апреля 2012 лишь одна компания в стране — государственное предприятие «Белтелеком» имело техническую возможность и монопольное право на организацию межсетевых соединений сетей провайдеров внутри страны и предоставление доступа провайдерам в международные линии электросвязи. С 01.04.2012 «Белтелеком» осуществляет межсетевые соединения сетей провайдеров внутри страны наравне с недавно созданным РУП «Национальный центр обмена трафиком» (НЦОТ).
До 01.04.2012 было определено, что в ближайшие 2 года, в соответствии с указом Президента Республики Беларусь N515 «О некоторых мерах по развитию сети передачи данных в Республике Беларусь», в Беларуси будет создано РУП «Национальный центр обмена трафиком» (НЦОТ). После создания РУП «Национальный центр обмена трафиком» РУП «Белтелеком» вскоре (01.04.2012) потеряло монополию на организацию межсетевых соединений сетей провайдеров внутри страны и предоставление доступа провайдерам в международные линия электросвязи.
«Белтелеком» оказывает услуги фиксированного и беспроводного доступа в интернет в том числе под торговой маркой «Byfly», а также предоставляет услуги хостинга в своих центрах обработки данных (ЦОД). Несколько ЦОДов есть в Минске и по одному ЦОДу — в каждом из областных центров республики.
РУП «Белтелеком» также обеспечивает работу операторов мобильной связи республики путём подключения их к международной станции, предоставляет междугородный и международный роуминг. Высказывалось предположение, что РУП «Белтелеком» примерно половину международных звонков обслуживает по технологии VoIP.
Оперативно-аналитический центр при Президенте Республики Беларусь периодически ограничивает доступ к различным интернет-сайтам. Во время президентских выборов 2010 года был заблокирован доступ к ряду независимых СМИ, блогам и социальным сетям. 19-20 декабря 2014 года, в дни обострения экономической ситуации и валютного ажиотажа, ОАЦ исключил из национальной доменной зоны сайт onliner.by — самый популярный сайт с белорусской регистрацией и каталог интернет-магазинов по причине невыполнения администрацией ресурса неоднократного требования министерства торговли указывать цены лишь в белорусских рублях. Тогда же был заблокирован доступ к сайтам независимого информационного агентства БелаПАН и интернет-сайта naviny.by. Кроме того, был заблокирован доступ к интернет-газете «Солидарность», сайтам «Белорусский партизан» и «Хартия 97».